# 去铁酮
去铁酮（INN：deferiprone），是一种铁螯合剂，用于不耐受或不愿意接受现有螯合剂治疗的铁负荷过多的地中海贫血患者，中文商品名为奥贝安可。其于1994年推出用于治疗地中海贫血，成为第一个用于治疗地贫的口服铁螯合剂。2011年10月通过FDA批准。至今已在欧盟、加拿大、美国等多个国家获得批准。
去铁酮常见的副反应有红棕色尿液（由铁离子进入尿液引起）、恶心、腹痛、呕吐等。罕见的副作用是粒细胞减少和中性粒细胞减少。

## 用途
欧盟规定，当现有的螯合疗法有禁忌症或效果不佳时，去铁酮单药疗法才可用于治疗重型地中海贫血患者的铁负荷过载。当但药效果无效是，建议使用去铁酮与其他螯合剂联合治疗。
有研究者发现口服去铁酮会激发HIV感染的细胞的"利他性自杀"反应，杀死其携带的病毒核酸。有效抑制HIV-1增殖和诱导细胞凋亡都需要在受感染的T细胞中药物浓度到150 μM。HIV-1病毒载量降低0.5 log10单位意味着相当于额外2年无艾滋病发作期，降低0.3 log10单位意味着死亡率降低25%，因此去铁酮的测量结果表明具有生物学意义。

## 药代动力学
去铁酮吸收快速，在空腹服用后45～60分钟达血药峰浓度。去铁酮主要通过葡萄糖醛酸化代谢，通过去铁酮的3-羟基失活，使其失去结合铁的能力。去铁酮主要通过肾脏清除，以原形、葡萄糖醛酸化代谢产物以及铁-去铁酮复合物形式存在。随粪便有不定量的清除。消除半衰期为2～3小时。

## 争议
去铁酮是加拿大血液学家和研究员Nancy Olivieri与儿童医院及制药公司奥贝泰克之间长期斗争的焦点，这场斗争始于1996年，并导致了推迟了该药在北美的批准，Olivieri的研究数据显示去铁酮存在进行性肝纤维化风险。2019年2月25日，加拿大卫生部警示儿童使用去铁酮存在潜在的大脑和神经系统失调风险。

## 历史
去铁酮由印度Cipla开发，于1999年8月通过欧盟批准。2011年10月通过美国FDA批准，其仿制药则到2019年8月才通过批准。
去铁酮的安全性和有效性基于236名受试者的12项临床研究的数据的分析。研究中受试者对之前的铁螯合疗法没有反应。对于血清铁蛋白至少下降20%的受试者，去铁酮被认为是一种成功的治疗方法。研究中一半的受试者显示铁蛋白水平至少下降了20%。